# ケラケライフ
『ケラケライフ』は、ケラケラのメジャー1作目のオリジナルアルバム。2013年10月23日にユニバーサルシグマから発売された。

## 収録曲

### CD
シングル収録曲の詳細は各項も参照のこと。
1. スターラブレイション （4:37） 
作詞：ふるっぺ、森さん、Litz / 作曲：ふるっぺ / 編曲：松岡モトキ
  - 2作目のシングル曲。
  - フジテレビ木曜劇場『ラスト♡シンデレラ』主題歌
2. 虹色ハートビート （3:50）
作詞：ふるっぺ、森さん / 作曲：ふるっぺ / 編曲：松岡モトキ
  - 2作目のシングルのカップリング曲。
3. 友達のフリ （5:14）
作詞：ふるっぺ、森さん / 作曲：ふるっぺ / 編曲：島田昌典
  - 3作目のシングル曲。
4. ナミダフレンズ （3:46）
作詞・作曲：ふるっぺ / 編曲：田村直樹
  - 1作目のシングルのカップリング曲。
5. たこ焼きソング〜大阪で生まれたからって〜 （3:01）
作詞：ふるっぺ、森さん / 作曲：ふるっぺ / 編曲：松岡モトキ
6. ありがとう君に出会えたこと （3:57） 
作詞：ふるっぺ、森さん / 作曲：ふるっぺ / 編曲：松岡モトキ
7. 君となら （5:47） 
作詞：ふるっぺ、森さん / 作曲：ふるっぺ / 編曲：田村直樹
8. ろーりんぐでいず （4:09）
作詞・作曲：ふるっぺ / 編曲：松岡モトキ
  - 3作目のシングルのカップリング曲。
9. 恋花火 （3:21） 
作詞：ふるっぺ、森さん / 作曲：ふるっぺ / 編曲：松岡モトキ
10. さよなら大好きだったよ （5:02）
作詞・作曲：ふるっぺ / 編曲：soundbreakers
  - 1作目のシングル曲。
11. 笑ったもん勝ち （3:22） 
作詞：MEME / 作曲：MEME、ふるっぺ / 編曲：松岡モトキ
12. ゆらり花火 （4:28）
作詞：ふるっぺ、森さん / 作曲：ふるっぺ / 編曲：田村直樹
  - 2作目のシングルのカップリング曲。
13. スターラブレイション（バラードver.） （5:58） 
作詞：ふるっぺ、森さん、Litz / 作曲：ふるっぺ / 編曲：松岡モトキ
  - 2作目のシングル曲のバラードバージョン。

### DVD（初回限定盤のみ）
1. さよなら大好きだったよ Music Video
2. 虹色ハートビート Music Video
3. スターラブレイション Music Video
4. 友達のフリ Music Video